# 路德維克三世 (盧賓公爵)
路德維克三世（波蘭語：Ludwik III lubiński，約1405年—1441年6月18日），盧賓公爵、奧瓦瓦公爵，亨里克九世的幼子。

## 家庭
1423年左右，路德維克與奧波列公爵波爾科四世的女兒瑪格莎塔結婚，兩人共有兩個兒子：
1. 揚一世（1425年—1453/54年）
2. 亨里克十世（英语：Henry X of Haynau）（1426年—1452年）